# Somlyógyőrtelek
Somlyógyőrtelek (románul: Giurtelecu Șimleului, németül: Wüst Görgen) település Romániában, Szilágy megyében.

## Fekvése
Szilágysomlyótól északra, Szilágylompért és Somlyócsehi között fekvő település.

## Története
Somlyógyőrtelek (Somlyó-Győrtelek) nevét már 1351 előtt említették az oklevelek Gyurgteluke néven. A település ekkor Medgyesi Simon birtoka volt, aki leánynegyed fejében adta nővérének Báthori Lászlónénak, Pók Annának.
1352-ben leánynegyed fejében Báthori Bereckné Medgyesi Annát is beiktatták Gyurgteluke (Győrtelek) birtokába.
1356-ban a váradi káptalan oklevele szerint a Meggyesiek megosztoztak Győrtelek birtokán.
1429-ben Csaholyi Lászlót és Csaholyi Jánost Zsigmond király megerősítette itteni birtokában.
1435-ben a somlyói vár tartozékai közé számító Győrtelekért per folyt Bélteki Drágfi János, Báthori Miklós fia István és Báthori János fia János között. A hosszan tartó pert 1519-ben még II. Lajos király is átírta.
1641-ben Szaniszlófi Báthori Kata rendelkezése szerint győrteleki birtokos Lónyai Zsigmond, Bodoginé Lónyai Kata, Becski Lászlóné Lónyai Zsuzsánna fia szántói Becski György és leánya briberi Melith Györgyné Zsuzsánna.
1741-ben a Bánfiak tulajdonában lévő somlyói várhoz tartozó Győrteleket Somlyó városa önkényesen elvette, s birtokában tartotta, s ezért a Bánfiak bizonyító oklevelet adtak be a város ellen.
1890-ben 1059 lakosa volt, melyből 54 magyar, 996 oláh , 9 egyéb nemzetiségű volt.
A trianoni békeszerződésig Szilágy vármegye szilágysomlyói járásához tartozott.

## Népesség
| 2002 | 1055 |
| 1992 | 1149 |
| 1920 | 1395 |
| 1910 | 1322 |
| 1900 | 1216 |
| 1890 | 1059 |
| 1880 | 996  |
| 1869 | 1190 |
| 1847 | 684  |
| 1750 | 231  |
| 1720 | 90   |
| 1715 | 72   |

## Nevezetességek
- Görögkatolikus kőtemploma 1819-ben épült. Az egyház anyakönyvét 1821-től vezetik.

## Külső hivatkozások
- A győrteleki "szfinx"[halott link]